# Patine (aspect)
Pour les articles homonymes, voir Patine.
La patine est l'altération de l'aspect des objets et matériaux sous l'effet du temps. Elle peut être naturelle ou artificielle ; patiner un objet, c'est lui appliquer un traitement de surface pour lui retirer l'éclat du neuf.
La patine artificielle du mobilier ou des sculptures peut être une peinture en glacis ou un vernis destinés à atténuer la couleur et harmoniser les nuances d'un objet, comme par l'effet du temps. Les métaux sont très souvent patinés, mais aussi la terre crue ou cuite, le marbre, le plâtre, le bois et le cuir.
La patine d'usage d'un objet désigne les usures, polissages, salissures dues à son utilisation.

## Métaux
Le mot patine, de l'italien patina, s'appliquait à l'origine à la coloration, souvent verte, des bronzes antiques. Son sens s'est étendu aux traitements de surface chimiques ou par application de vernis, et aux autres métaux.
La patine des métaux résulte d'une interaction chimique entre la surface et l'extérieur. On peut distinguer les patines selon leur effet sur l'apparence de l'objet. Des traitements appelés patines intentionnelles sont destinées à privilégier un vieillissement qui préserve la beauté de l'objet.

### Bronze

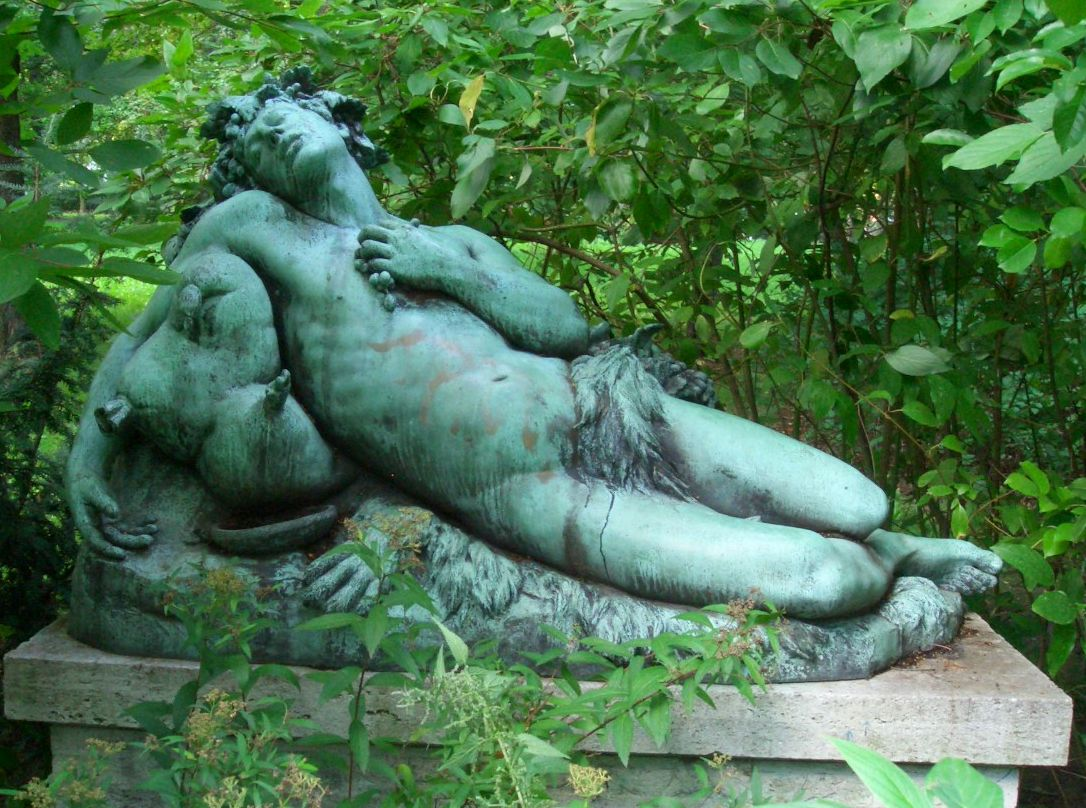
Bacchus-Richard Ohmann - 1880- Bronze patiné vert-de-gris

Le vert-de-gris est une des patines du bronze les plus connues ; c'est la couleur verte qui se voit souvent sur les statues.
Le bronze est un métal qui est souvent patiné (dans le domaine de l'art) : le patineur chauffe au moyen d'un chalumeau la surface du bronze tout en appliquant (par un pinceau en tamponnant) à chaud des oxydes métalliques (sel de cuivre, fer, potasse, chrome, nitrates). La succession de couches d'oxydes acides attaque la pièce (une éponge à l'eau permet d'en enlever les excès), obtenant ainsi des effets de transparence et des couleurs traditionnelles (vert, brun) ou modernes (bleu, noir, rouge - acajou, ocre).
Il est difficile de connaître la couleur originale de beaucoup de bronzes antiques vu l'état de corrosion dans lequel ils se trouvent. Des études tendent à prouver que des patines étaient recherchées par les bronziers antiques par modification des alliages. La teinte générale de l’alliage de base des statues et de la vaisselle recherchée par le bronzier était proche de celle de l’or, comme en témoigne le cratère de Derveni, alliage à 15 % d’étain. Les bronzes la plupart du temps se patinaient naturellement en vert-de-gris à moins - comme le relate Pline  - qu'on ne les enduise d’huile, de bitume ou de poix, solution provisoire qui devait être renouvelée régulièrement par nettoyage - enduisage. Il n'est pas exclu que certains bronziers ont dès lors opté pour une patine sombre obtenue à partir d'un alliage incorporant or ou argent. Une patine noire - appelée « cuivre noir » ou « bronze noir » - a été relevée sur plusieurs bronzes incorporant cuivre, or et argent. Le très célèbre bronze de Corinthe était probablement de cette patine, réputée inaltérable. (Cette patine est recherchée d'une manière semblable dans le Shakudō)

### Fer
Les objets en fonte de fer sont également sujets à la patine, qui leur donne un aspect noir mat.
Une mince couche de rouille rouge-orangée qui ne déforme pas l'objet est une patine fréquente.

## Peinture
La patine de la peinture d'art se manifeste par un assombrissement et un jaunissement général. Elle est le résultat du vieillissement des vernis et du liant de la peinture, qui jaunissent par oxydation, et du dépôt de graisses et de poussières qui s'accumulent dans les creux. Les artistes, notamment du milieu du XIXe siècle, ont souvent recherché l'aspect patiné pour donner un aspect ancien à un tableau. Dans ce cas, on l'obtient avec des vernis résineux  jaunissants ; on utilise aussi des glacis de teintes chaudes rompues sur les fonds froids, et réciproquement. On peut aussi patiner avec le pistolet à peinture ou l'aérographe.
Du point de vue de la conservation des œuvres, la patine est l'ensemble des effets normaux du passage du temps, concernant toutes les parties de l'ouvrage y compris le support. Elle comprend les craquelures, le léger fléchissement des bois, et toutes les transformations qui ne constituent pas des dégradations. Le respect de la patine fait la différence entre une restauration, qui vise à remédier aux dégradations que l'œuvre a pu subir, et une rénovation, qui privilégie la valeur artistique de l'œuvre par rapport à sa valeur d'ancienneté. Cette nuance délicate a fait l'objet de nombreuses discussions entre professionnels.

## Ameublement
Les antiquaires amenés à nettoyer et réparer les meubles anciens veillent à en conserver ou à recréer la patine sur les parties nouvelles. Les faussaires y attachent encore plus d'intérêt. Les mêmes procédés peuvent s'appliquer, sans intention de tromperie, à des répliques ou à du mobilier neuf.
La patine à la chaux est une technique de peinture à la chaux sur bois.

## Décoration
Les décorateurs de théâtre et de cinéma appliquent aux objets une patine artificielle afin d'éviter que l'action semble se dérouler dans des locaux et avec des objets absolument neufs, ce qui pourrait porter préjudice à la crédibilité du récit.

## Maroquinerie
La patine appliquée au cuir est une technique spécifique de coloration des produits utilisée en botterie et maroquinerie.

## Pierre
« Depuis le XIXe siècle, les naturalistes (Renault, 1878, 1897) s’intéressent aux modifications des surfaces rocheuses au contact de l’air, dans les déserts chauds ou froids, en haute montagne, etc. Ces transformations superficielles » sont des patines colorées ou des vernis (croûte transparente formée par exemple par une accumulation de silice amorphe, la silcrète).

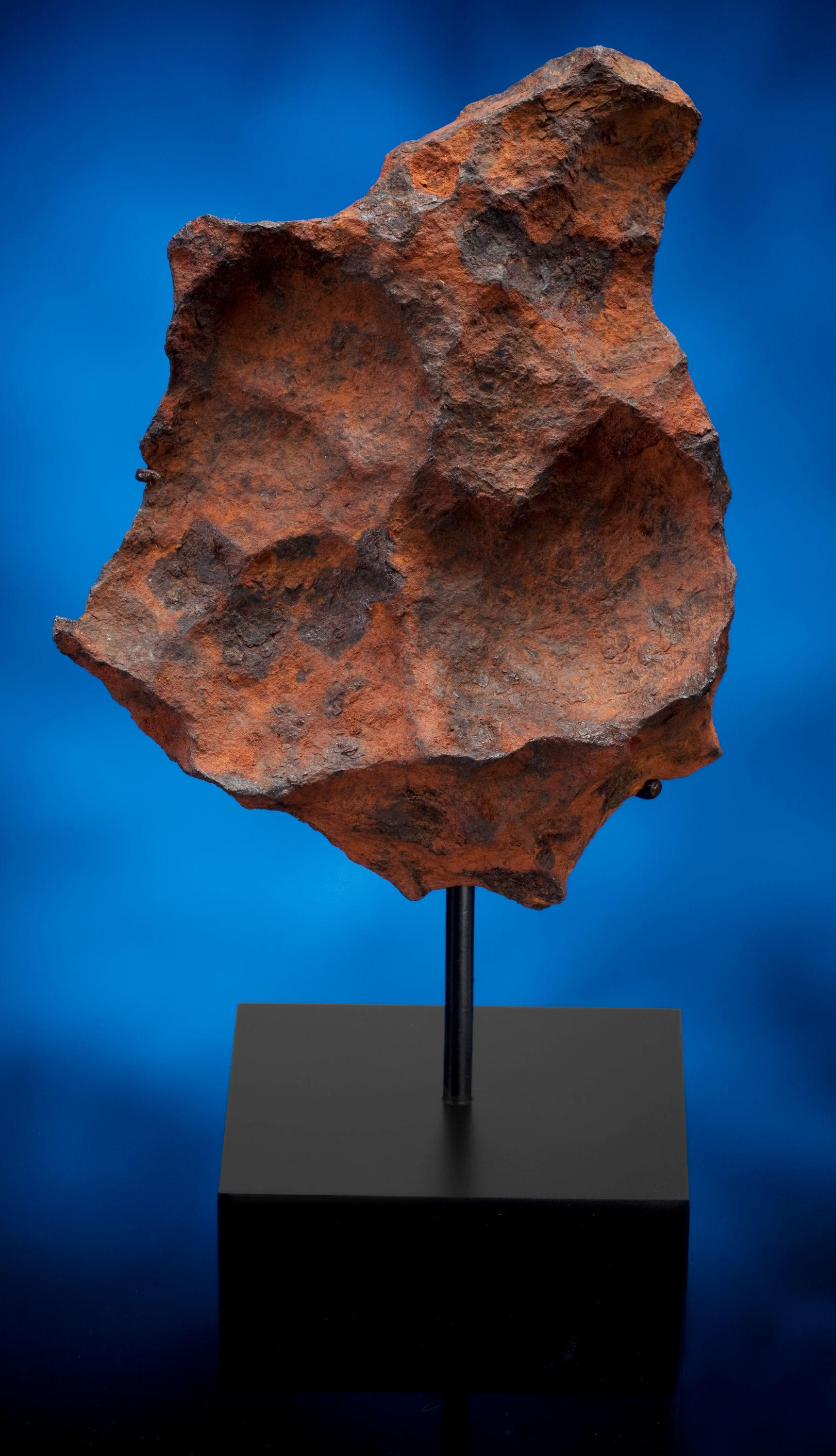
Météorite avec patine du désert.

La genèse des patines est expliquée par la voie physico-chimique selon des cycles humectation/dessiccation qui représentent une partie d’un mécanisme plus complexe impliquant l'haloclastie (altération des roches par la cristallisation en sub-surface de sels minéraux et la biométéorisation, notamment la corrosion microbienne (en) responsable de différents types d'altération,) et la biominéralisation faisant intervenir de nombreux organismes (insectes, acariens, fientes d’oiseaux, mousses, lichens crustacés, micro-organismes minéralisateurs variés).
 
1) L’humectation sporadique ou aléatoire des roches par les pluies et les rosées chargées d’acide carbonique provoque l'imbibition de sels solubles en sub-surface (la présence de ces sels dans les eaux d'imbibition dépendant des conditions microclimatiques locales), sur quelques centimètres, dans un matériel détritique généralement perméable.
 
2) La dessiccation des roches sous l'effet de l'évaporation de l'eau qui provoque une migration dans la couche externe de la pierre, de sels dissous (notamment d'oxydes de fer issus de l'altération des minéraux ferromagnésiens, dont la dissolution du fer conduit à la formation d'oxydes métalliques sombres) qui recristallisent en surface, formant la patine (ou cortex de météorisation),.
La patine d'une pierre exposée à l'atmosphère est une couche superficielle ; dans un premier temps elle peut avoir un rôle protecteur, mais elle perturbe la circulation des fluides dans la masse, et devient ainsi un facteur de dégradation.

### Patine du désert
La patine du désert est un revêtement jaune-orangé à noir que l'on trouve sur les surfaces rocheuses exposées dans les environnements arides.

### Sculpture
Les sculpteurs sur pierre peuvent patiner la pierre pour lui donner l'aspect « plus harmonieux » de l'ancien[réf. souhaitée].

### Architecture
La patine des pierres en œuvre est une évolution superficielle de couleur ou de texture sans changement de la forme ou de la résistance de la pierre, à distinguer des dégradations qui comportent une perte de matière ou un affaiblissement de la cohérence du matériau.
L'évolution des pierres dépend
- des conditions d'exposition, — possibilité pour une pierre de rester sèche, imbibée ou soumise à un lessivage superficiel —, selon les facteurs climatiques, l'orientation des pierres, leur situation sur les ouvrages, les sculptures et les bâtiments, intérieur ou extérieur, haut ou bas ;
- de la structure dans laquelle elles sont impliquées — soubassement, faîte, corniches, murs verticaux ou inclinés, sculptures… — ;
- du cheminement des solutions dans les pierres par capillarité avec évaporation à la surface — la localisation des surfaces d'évaporation et leur cinétique dépendent de l'exposition (milieu ventilé ou confiné, températures variables ou stables) et des caractéristiques de chaque qualité de pierre — ou dans le réseau poreux des pierres)
- des origines possibles des constituants des sels et le rôle des propriétés physiques des pierres[15].

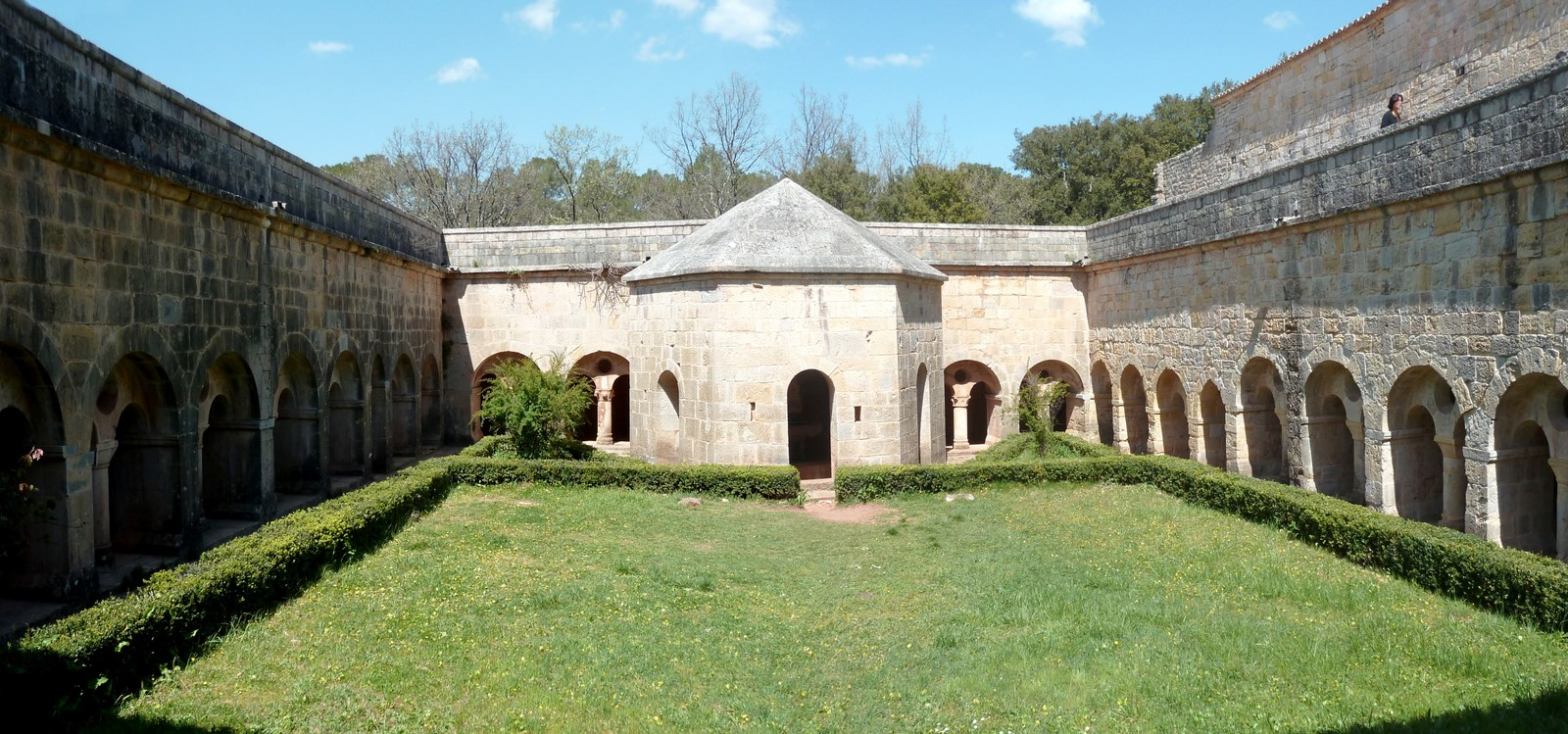
Cloître de l'abbaye du Thoronet.

Les pierres exposées au ruissellement des eaux de pluie— s'il s'agissait de dépôts atmosphériques dus à la pollution, leur localisation serait plus continue et ces dépôts seraient partiellement lessivés par les eaux de ruissellement — montrent des croûtes constituées de biofilms de lichens épilithiques et de cyanobactéries responsables de la biopatine noire qui ne doit pas être confondue avec un encroûtement de salissure (sulfin, couche friable d'aspect spongieux et sans cohérence superficielle).
L'effet de l'eau météorique (pluie, ruissellement) dépend de l'exposition de bâtiment. Au niveau des zones blanches exposées, les pierres calcaires  soumises à l'eau météorique sont en quelque sorte lavées par la dissolution de la calcite et l'entraînement des dépôts par le lessivage. Au niveau des zones sombres abritées, des encroûtements noirs se développent en milieu urbain. Ils sont constitués de polluants particulaires (suies et cendres volantes) issus de la combustion du charbon ou des dérivés du pétrole (industrie, chauffage, transports), et qui sont cimentés en présence d'humidité par du gypse. La majorité de ces microparticules se compose de carbone, d'où leur coloration noire. « Elles contiennent aussi du soufre réactif et des métaux lourds en faibles quantités, catalyseurs supposés des réactions chimiques générées par le contact des matériaux et des composants gazeux de l'atmosphère ».

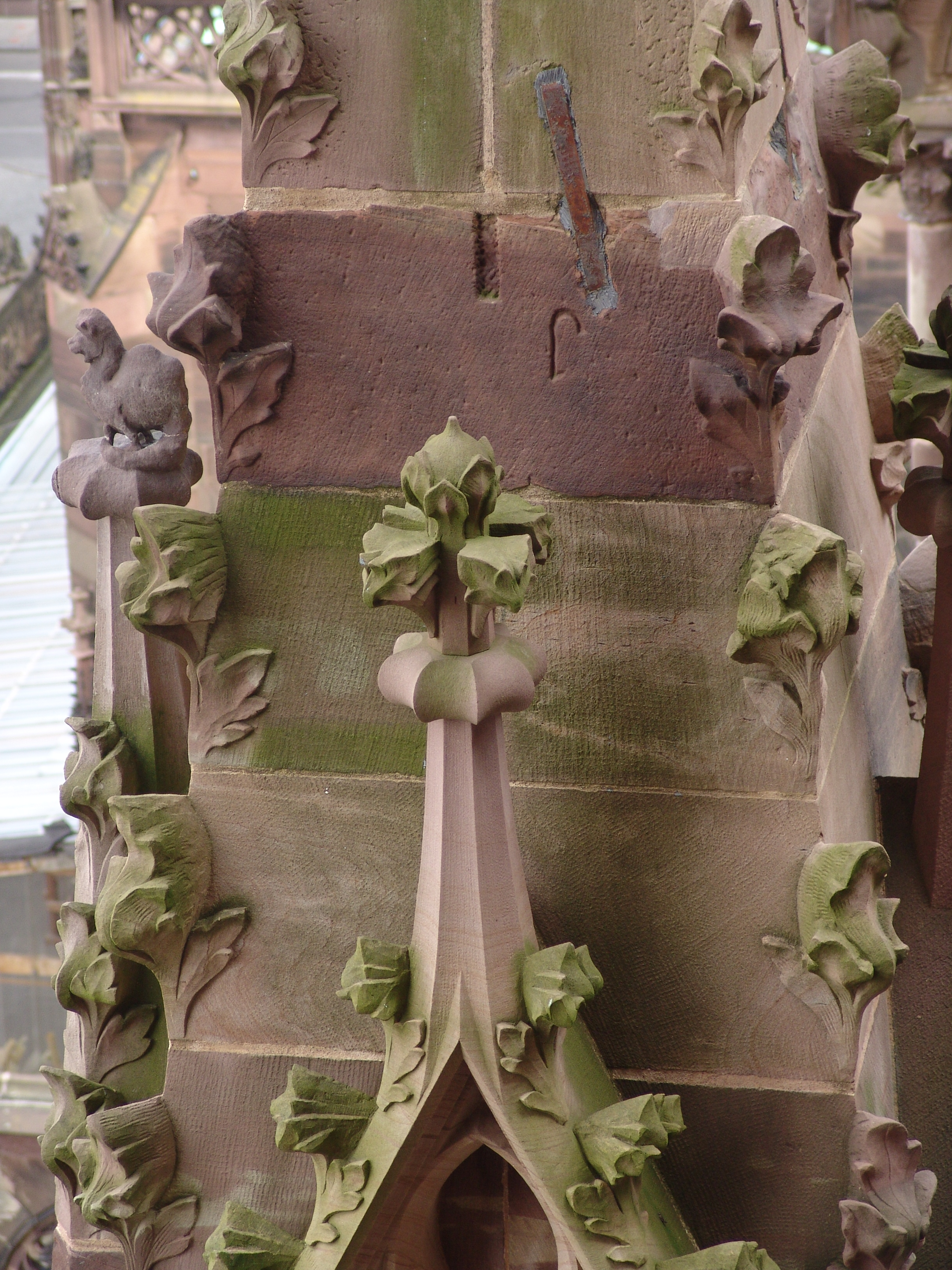
Patine du grès de la cathédrale de Strasbourg.

Lors de la migration des fluides par capillarité, les oxydes de fer disséminés dans le grès sont transférés vers la surface d'évaporation où ils s'accumulent, donnant une patine ocre. La concentration d'oxydes est très faible, de l'ordre de 0,1 % par rapport à la masse totale de la roche.
Sur les pierres lessivées par les eaux de pluie, l'acidification accentue les phénomènes de ravinement des lits les plus tendres, sous l'effet des ruissellements, ce qui met en évidence la stratification.
La texture satinée de la patine donne au grès des vosgien de la cathédrale de Strasbourg un aspect lisse.

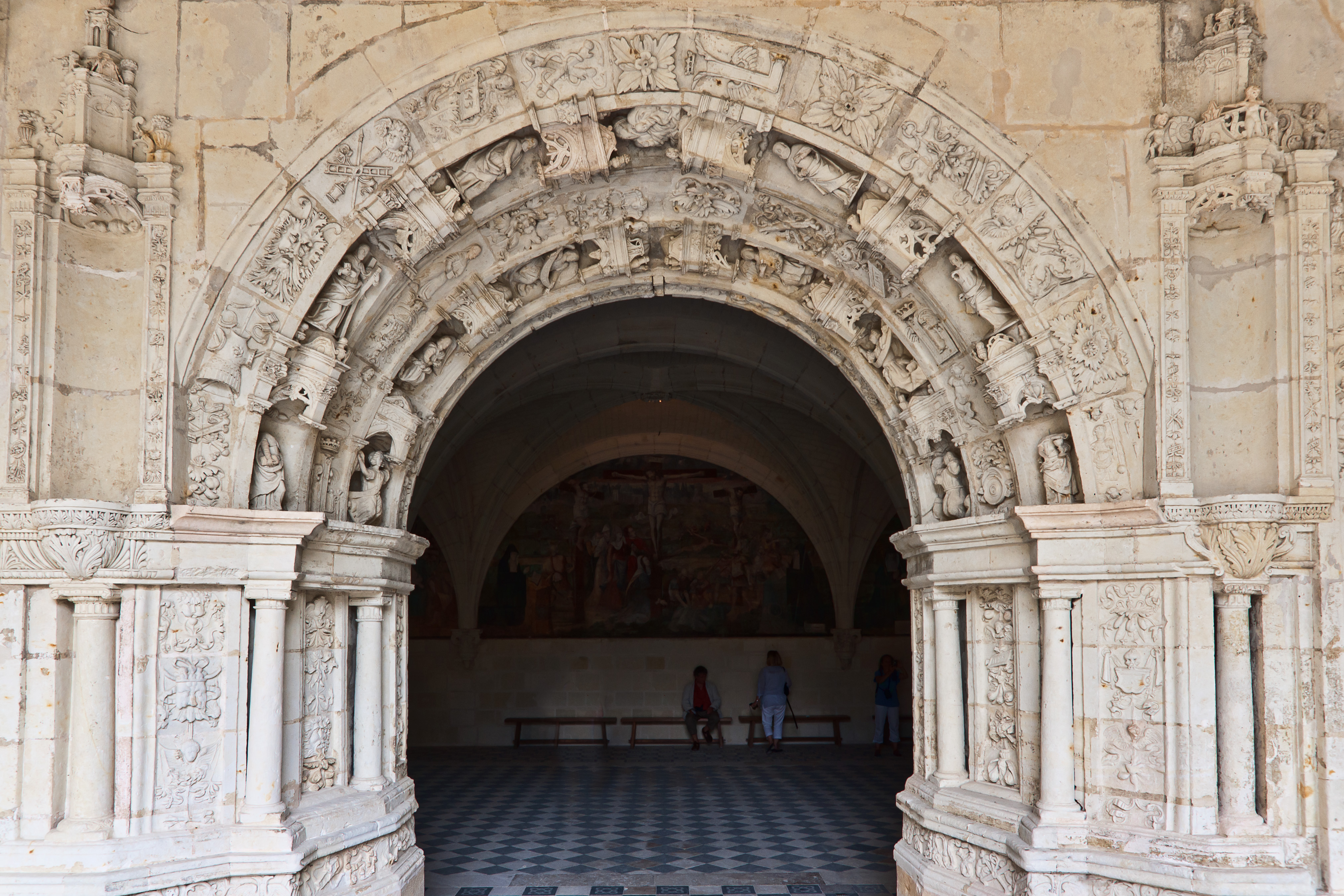
Entrée de la salle capitulaire de l'abbaye de Fontevraud.

Le tuffeau de l'abbaye de Fontevraud montre une patine ocre due à un léger enrichissement en oxydes de fer de la surface de la pierre. Les pluies qui réagissent avec le dioxyde de soufre atmosphérique forment un dépôt atmosphérique direct de poussière et de suies qui ne peut se développer qu'à l'abri des lessivages, par exemple au niveau de l'entrée de la salle capitulaire. Ce dépôt se traduit par une croûte noire superficielle, le sulfin. La pétrographie des roches calcaires altérées de cette entrée montre également une desquamation et un biofilm de lichens.